# Equilíbrio do terror
O equilíbrio do terror é uma teoria elaborada na época da chamada Guerra Fria, quando a União Soviética e seus aliados do Pacto de Varsóvia por um lado, e os Estados Unidos da América e seus aliados da Organização do Tratado do Atlântico Norte (OTAN/NATO) por outro, entraram numa corrida ao armamento de tal modo perigoso que nenhuma das eventuais partes beligerantes podia esperar vencer um hipotético conflito armado.
Nesta época desenvolveram-se consideravelmente os mísseis balísticos e os diferentes tipos de armas nucleares. As potências constituídas representavam forças capazes de "fazer desaparecer o planeta várias vezes", segundo uma expressão popular muito em voga na época. A assombrosa quantidade de armamento tido por qualquer dos lados conduziu a negociações, antes de se chegar a acordos de desarmamento parcial.
E como a URSS e os EUA se temiam mutuamente não queriam ser o 1º a atacar (guerra mesmo declarada), daí o equilíbrio; viviam uma "guerra fria", espionando-se mutuamente e competindo, mas nenhum queria ser o primeiro a desencadear um conflito aberto.
A doutrina subjacente a esta expressão entende-se como a capacidade de cada bloco antagônico para aniquilar o opositor por meio de um ataque nuclear massivo em caso de ser agredido: o primeiro que tentasse destruir o outro tinha a certeza de ser destruído por sua vez, anulando completamente a motivação de desenvolver tal ataque. Este equilíbrio convertia-se paradoxalmente em garantia para a paz e foi de facto o que evitou que as duas superpotências se enfrentassem abertamente durante o tempo em que conviveram.